# Liu Zhuang
Liu Zhuang (chinesisch 刘庄, Pinyin Liú Zhuāng, W.-G. Liu Chuang; geboren am 24. Oktober 1932 in Shanghai; gestorben am 30. Juni 2011 in Peking) war eine chinesische Komponistin und Hochschullehrerin.

## Leben
Liu Zhuang wuchs in Hangzhou auf, wo sie eine Missionsschule besuchte. Mit 8 Jahren begann sie dort bei ihrem Vater das Klavierspiel zu erlernen. 1950 wurde sie am Konservatorium Shanghai aufgenommen und studierte dort die Fächer Harmonielehre, Kontrapunkt, Orchestrierung und Komposition bei Ding Shan-de, Sang Tong (1923–2011) und Deng Erjin. Dabei waren auch Kompositionsmethoden der westlichen Moderne, etwa die atonale Musik und die Zwölftontechnik, Gegenstand ihrer Ausbildung, denn ihr Lehrer Sang Tong war in diesen Bereichen von dem Schönberg-Schüler Wolfgang Fraenkel und dem Berg-Schüler Julius Schloß (1902–1972) geprägt worden, die beide vor der NS-Diktatur in Deutschland nach Shanghai geflohen waren. Nach dem Abschluss 1957 vervollständigte sie ihre Ausbildung durch ein postgraduales Studium in Peking bei dem russischen Musikpädagogen Leonid Simonowitsch Gurow (1910–1993).
Liu Zhuang ergriff den Lehrberuf und unterrichtete von 1958 bis 1960 am Konservatorium Shanghai. Anschließend wechselte sie ans Zentrale Musikkonservatorium Peking. Von 1969 bis 1989 war sie Composer in Residence beim Zentralen Philharmonischen Sinfonieorchester in Peking. 1988 kam der Film A Tale of the Wind von Joris Ivens heraus, in dem auch Liu Zhuang vertreten war. Sie war außerdem Mitglied des Chinesischen Musikerverbands und der Chinesischen Gesellschaft für Filmmusik.
Ein Fulbright-Stipendium ermöglichte es ihr, 1989 in die USA zu reisen, um dort zunächst zwei Jahre als Fulbright Asian Scholar an der School of Music der Syracuse University im US-Bundesstaat New York zu unterrichten. Sie blieb dort bis 2003 und lehrte als Gastprofessorin die Fächer Chinesische Musik und Musiktheorie.
Liu Zhuang kehrte danach nach China zurück und lebte in Peking, wo sie im Juni 2011 starb.

## Schaffen
Liu Zhuang schrieb Werke für Orchester, darunter Konzerte für Klavier oder Violine und sinfonische Dichtungen, ferner Kammer-, Vokal- und Filmmusik. In Fachpublikationen wurde ihre Musik als „technisch vollendet“ beschrieben, die sich durch „Klarheit der Struktur und poetischen Ausdruck“ auszeichne.
In frühen Werken wie dem Klavierzyklus Thema mit Variationen (1956) lassen sich Einflüsse des französischen Impressionismus und der Musik von Béla Bartók erkennen. Durch den Einsatz chinesischer Instrumente wie der Mundorgel Sheng in der Ballade Guangling für Orchester (1983) greift sie auch Elemente der traditionellen chinesischen Musik in ihrem Werk auf.
Weltweit bekannt wurde Liu Zhuang durch das Klavierkonzert Der Gelbe Fluss (1968/69), eine Kollektiv-Komposition, die sie zur Zeit der Kulturrevolution gemeinsam mit Yin Chengzong, Chu Wanghua und Sheng Lihong im Stil des Sozialistischen Realismus geschrieben hatte. Dieses Werk, international bekannt auch als Yellow River Piano Concerto, gründete wiederum auf der Kantate Der Gelbe Fluss (1939) von Xian Xinghai aus der Zeit des Kampfes gegen die japanische Besatzung. Auf Anordnung von Jiang Qing wurde Liu Zhuang mit ihren drei Ko-Autoren vor Ort an den Fluss verbracht, um dort mit der Bevölkerung zu arbeiten und Eindrücke zu sammeln. Das Werk feierte 1970 Uraufführung und wurde in seiner Verbindung von traditioneller chinesischer und westlicher Musik zu einem anhaltenden Erfolg, auch wenn die New York Times es in einer kritischen Besprechung als „Filmmusik“ einstufte und urteilte: „ein Aufguss von Rachmaninow, Chatschaturjan, Spätromantik, verwässerter chinesischer Musik und Warner-Bros-Höhepunkten“.
In Wind Through Pines (1999) wiederum, einem Trio für präpariertes Klavier, Flöte und Violoncello, das sich in freitonalen bis atonalen Bereichen bewegt, zeigt sich Liu Zhuang ausdrücklich als Vertreterin der Moderne. Das Stück, inspiriert vom Bild eines nächtlichen, vom Wind durchwehten Kiefernwalds, erinnert an chinesische Kalligrafie. Liu Zhuang versucht hier, auf westlichen Instrumenten die Klangfarbe traditioneller chinesischer Instrumente zu erzeugen, etwa der Griffbrettzither Guqin und der Bambusflöte Xiao.